# نوبة العشاق
نوبة العشاق هي واحدة من النوبات الأندلسية الأحد عشر التي لا زالت محفوظة وتؤدى من طرف الفرق الموسيقية الأندلسية في المغرب . مقاما طبوع نوبة العشاق هما صوتي صول ودو. تقليديا، تعزف نوبة العشاق في الصباح، بين طلوع الفجر إلى الشروق.

## تاريخ وطبوع نوبة الأصبهان
تشتمل نوبة العشاق على ثلاثة طبوع: طبع العشاق وطبع الذيل وطبع رمل الذيل.

### طبع العشاق
ذكر محمد الحايك في كناشه حول طبع العشاق أنه «فرع من الزيدان استنبطه رجل من الإفرنج يقال له ـ فرجر بن ديجر ـ وأهل المشرق يسمونه الخرق وقيل إنه كان طبع ـ شاق ـفتداولته الألسنة وسمي بالعشاق.وكثيرا ما كان يستعمل فيه الأندلسيون الأزجال.وهو طبع حاد رقيق النغمات». مقامه صوت «صول».

### طبع الذيل
```
طبع الذيل من الامهات الاربع وهو الذي ينسب إلى الوتر «البم» أي صوت 
دو
 وقد استنبط هذا الطبع رجل من اليمن يدعى زيد بن المنتقد.و مقامه هو صوت 
دو
.
```

### طبع رمل الذيل
```
طبع رمل الذيل فرع من الذيل استخرجه عبد الرزاق الفيلسوفي من أهل قرطبة بالأندلس. هذه النغمة شائعة في المغرب خاصة به ولا وجود لها في المشرق. مقام هذا الطبع هو صوت «
صول
».
```

## ميازين نوبة العشاق
تشتمل نوبة العشاق على خمسة ميازين، وهي:
- ميزان بسيط العشاق
- ميزان قائم ونصف العشاق
- ميزان ابطايحي العشاق
- ميزان درج العشاق
- ميزان قدام العشاق

## كتب حولها
تطرقت عدة كتب إلى النوبات الأندلسية عامة ولنوبة العشاق خاصة. من الكتب التي اهتمت بنوبة العشاق نجد:
- كناش الحائك - محمد بن الحسين الحائك (1789)
- من وحي الرباب - عبد الكريم الرايس (1982)
- نوبة العشاق وفق رواية وأداء الشيخ مولاي أحمد الوكيلي - يونس الشامي[3]

## وصلات خارجية
- الأشعار الكاملة لنوبة العشاق